# Judith Arndt
Judith Arndt (født 23. juli 1976 i Leipzig) er en tysk tidligere cykelrytter. Hun vandt flere VM- og OL-medaljer i sin karriere og blev fra anden halvdel af 1990'erne og i det første årti i 2000'erne regnet som en af verdens bedste kvindelige cykelryttere.

## Karriere
Arndt kørte først banecykling, og hun blev tysk juniormester i individuelt forfølgelsesløb i 1993 og 1994, og i 1994 vandt hun også VM-sølv for juniorer i denne disciplin. 
Hun deltog i sit første OL i 1996 i Atlanta, hvor hun stillede op i to discipliner. Først kørte hun forfølgelsesløb og satte undervejs olympisk rekord (der dog senere blev forbedret af andre ryttere), og hun nåede semifinalen, hvor hun tabte til franske Marion Clignet, der senere tabte finalen til italieneren Antonella Bellutti, mens Arndt fik bronzen. I pointløbet blev hun nummer tretten, mens hun blev nummer seks i forfølgelsesløbet og nummer fire i pointløbet.
Hun begyndte også at køre landevejscykling, og hun var ikke mindst stærk i enkeltstart. Hun deltog i denne disciplin ved OL 2000 i Sydney, hvor hun var en af favoritterne, men en virusinfektion kom i vejen for et stort resultat, og hun måtte nøjes med en syvendeplads.
Hun kørte herefter primært landevejsløb, og allerede i 2001 blev hun nummer to i den samlede world cup. I 2003 og 2004 vandt hun Tour de l'Aude, og 2004 blev hendes hidtil bedste sæson, hvor hun også vandt VM og den samlede world cup. Ved OL samme år blev hun nummer elleve i enkeltstarten, og i linjeløbet førte hun sammen med australske Sara Carrigan på sidste omgang, og denne kørte fra Arndt på den sidste kilometer og vandt guldet med syv sekunders forspring til Arndt, der fik, mens russiske Olga Sljusareva fik bronze, yderligere mere end et halv minut efter Arndt.
De følgende år var knap så succesfulde for hende ud over enkelte etapeløbssejre, og således fik hun kun sekundære placeringer ved OL 2008 i Beijing, men i 2011 og 2012 vandt hun VM i enkeltstart. Ved OL 2012 i London stillede hun op i tre discipliner, og mens det ikke gik så godt i holdforfølgelsesløbet på bane og linjeløbet på landevej, var hun som regerende verdensmester i enkeltstart blandt favoritterne i denne disciplin. Russeren Olga Sabelinskaja satte en tidlig bedste tid på 37.57,35 minutter, der først blev forbedret, da Arndt kørte på 37.50,29, inden den forsvarende olympiske mester, amerikaneren Kristin Armstrong krydsede målstregen på 37.34,82 minutter og dermed hentede sin tredje OL-guldmedalje, mens Arndt fik sølv og Sabelinskaja bronze.
2012 blev Arndts sidste sæson som professionel cykelrytter, og ud over de nævnte resultater vandt hun også Flandern Rundt (som hun også havde vundet i 2008), Thüringen Rundt (som hun også havde vundet i 2007 og 2008) og Emakumeen Bira (som hun også havde vundet i 2009).

### Udvalgte væsentlige placeringer
Blandt Judith Arndts væsentligste resultater kan nævnes:
- Verdensmester på landevej i Verona 2004
- VM sølv på enkeltstart i Verona 2004
- Verdensmester på bane i 1997
- OL sølv på landevel i Athen 2004
- OL bronze på bane i Atlanta 1996
- Vinder af Tour de L'Aude i 2002

### Hold
- 2002: Saturn
- 2003-2005: Equipe Nurnberger
- 2006-2011: Team T-Mobile (kvinder)/Team Columbia (kvinder)
- 2012: GreenEDGE AIS

## Privatliv
Arndt er åbent homoseksuel og var i længere tid partner med Petra Rossner, og parret blev ambassadører for Gay Games i 2005.
Efter afslutningen af sin karriere i 2012 flyttede hun til Australien for at studere, og hun flyttede i den forbindelse sammen med den australske advokat og cykelrytter, Anna Wilson.